# Cichiński
Cichiński – odmiana herbu szlacheckiego Siekierz.

## Opis herbu
W polu czerwonym między półksiężycem złotym z prawej a górną połową podkowy srebrnej z lewej strony, strzała srebrna, w połowie przekrzyżowana, w opierzeniu rozdarta. Klejnot trzy pióra strusie.

## Herbowni
Cichiński, Cichyński, Zienkiewicz – Cichyński